# Ryoya Ueda
Ryoya Ueda (født 2. maj 1989) er en japansk professionel fodboldspiller.
Han har spillet for flere forskellige klubber i sin karriere, herunder FC Ryukyu.